# Quesnel Alphonse
Quesnel Alphonse, né le 1er décembre 1949 à Port-au-Prince dans le département de l'ouest en Haïti est un monfortain et évêque haïtien, évêque auxiliaire de Port-au-Prince (Haïti) depuis 2012.

## Biographie
Il entre dans la congrégation des pères monfortains (S.M.M) où il prononce ses vœux temporaires le 1er octobre 1972. 
Il est ordonné prêtre le 16 juillet 1977  après avoir suivi ses études de philosophie et de théologie au séminaire Notre-Dame d’Haïti à Port-au-Prince. Il prononce ses vœux perpétuels en octobre suivant.  
Après son ordination, il est enseignant et directeur du collège Notre-Dame de Lourdes de Port-de-Paix jusqu'en 1980 puis directeur du centre de catéchèse de l'archidiocèse de Cap-Haïtien et simultanément, à partir de 1983, maître des novices monfortains.
En 1986 il part pour Paris compléter ses études à l'Institut catholique de Paris où il se spécialise en catéchèse. 
De retour en Haïti, il prend la direction du scolasticat des monfortains de 1988 à 1989 puis en 1990 est élu supérieur provincial des monfortains. 
Après une année sabbatique en France en 1996-1997, il retrouve des responsabilités pastorales dans le diocèse de Port-de-Paix comme curé de la paroisse de Chansolme, puis comme directeur du centre de catéchèse, du centre diocésain pour les pèlerinages et de la radio  diocésaine jusqu'en 2008 lorsqu'il rejoint Port-au-Prince comme curé de la paroisse Saint-Louis, Roi de France. 
Benoît XVI le nomme évêque titulaire de Dionysiana (de) et évêque auxiliaire de Port-au-Prince le 10 novembre 2012. Il reçoit la consécration épiscopale le 22 décembre 2012 des mains de Mgr Guire Poulard, archevêque de Port-au-Prince.      
Le 25 octobre 2014, il est nommé par le pape François, évêque de Fort-Liberté.